# Hylaeus abyssinicus
Hylaeus abyssinicus là một loài Hymenoptera trong họ Colletidae. Loài này được Alfken mô tả khoa học năm 1905.